# Hyalogyra necrophaga
Hyalogyra necrophaga is een slakkensoort uit de familie van de Hyalogyrinidae. De wetenschappelijke naam van de soort is voor het eerst geldig gepubliceerd in 1992 door Rubio, Rolán & Femándes.